# Muang Sui
Muang Sui was een historische plaats in de provincie Xhieng Khuang. Het is tijdens de geheime oorlog in Laos bijna totaal verwoest door het Noord Vietnamees Leger. Dit omdat bij de plaats het vliegveld LS (Lima Sita) 108 lag, dat gebruikt werd door o.a de Ravens en Air America. Ook waren enkele Ravens gehuisvest in deze plaats. Het was ook een hoofdkwartier voor de neutrale factie. Na de oorlog is het herbouwd en er wonen nu ongeveer 22.000 mensen. Het stadje ligt aan een groot meer genaamd Nong Tang. De stad is nu onderdeel van het district Muang Phu Kut.